# Achnahaird
Achnahaird (Schots-Gaelisch: Achadh na h-Àirde) is een kustdorp in de buurt van Achiltibuie in de Schotse lieutenancy Ross and Cromarty in het raadsgebied Highland. Het dorp ligt aan de Achnahaird Bay, een baai van Enard Bay. Het strand van deze baai is gebruikt als decor in de film The Eagle uit 2011.

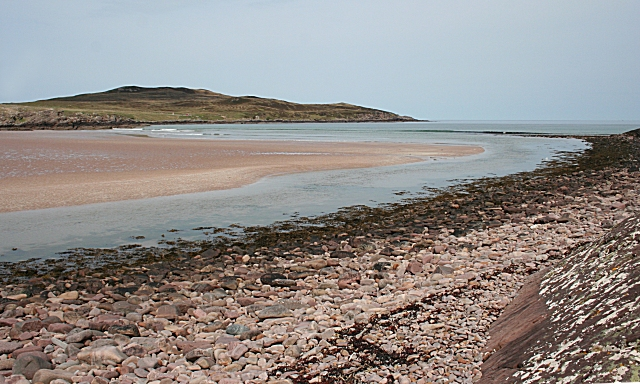
Achnahaird Bay